# Trestonia exotica
Trestonia exotica là một loài bọ cánh cứng trong họ Cerambycidae.